# Iglesia de Santa María la Blanca (Burgos)
La iglesia de Santa María la Blanca de Burgos fue un templo medieval católico que estuvo levantado en la campa o explanada situada al oeste del castillo.

## Historia

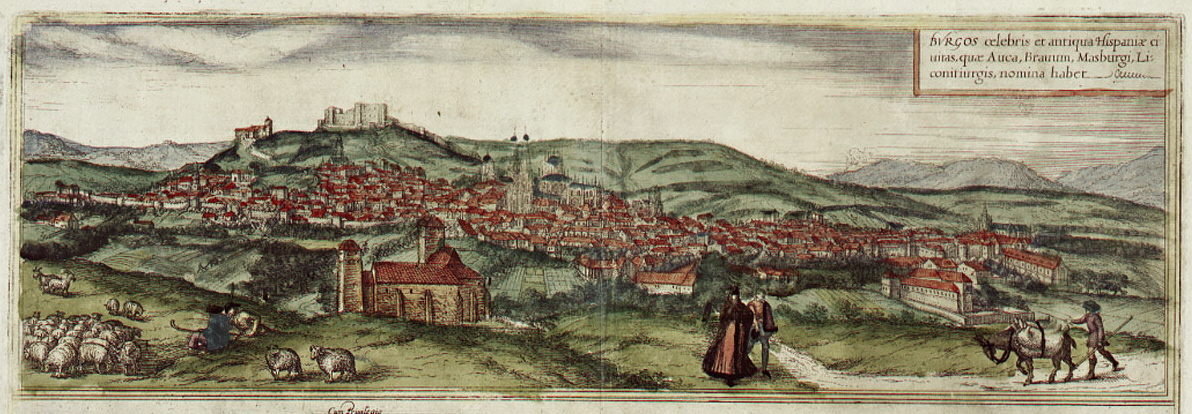
Burgos en el, 1572, edición de 1593. Iglesia de Santa María la Blanca frente al Castillo de Burgos.

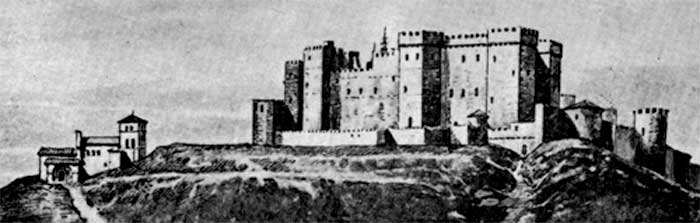
Castillo de Burgos frente a la iglesia de Santa María la Blanca. Grabado.

La tradición sostiene que la primitiva imagen de Santa María la Blanca fue encontrada en el cerro de San Miguel por una hija del fundador de Burgos, Diego Porcelos. En ese lugar, el conde ordenó construir una iglesia para la que a partir de entonces sería la patrona de la ciudad (la patrona de la catedral y de la diócesis es Santa María la Mayor, por lo que también es considerada patrona de Burgos).
Algunos estudiosos, como el hebraísta Francisco Cantera Burgos, opinan que esta iglesia se construyó sobre el solar que antes ocupó una sinagoga. Por otra parte, en el grabado de Joris Hoefnagel sobre la ciudad de Burgos en Civitates orbis terrarum (1572), se observa que la iglesia de Santa María la Blanca cuenta con dos edificaciones diferenciadas, una al este y otra al oeste, lo que podría aportar matizaciones a la teoría anterior. En cualquier caso, la judería burgalesa estuvo colindante con la iglesia de Santa María la Blanca.
Al encontrarse junto a la fortaleza de la ciudad de Burgos, durante la Guerra de Sucesión Castellana la iglesia de Santa María la Blanca fue atacada por Fernando de Aragón para facilitar la rendición del castillo, que estuvo cercado desde agosto de 1474 hasta enero de 1476.

### Destrucción
Durante la Guerra de la Independencia y al retirarse los franceses de la ciudad en junio de 1813, el castillo fue testigo de los últimos preparativos que el contingente realizó antes de su marcha definitiva. Allí trabajaron para hacer desaparecer cualquier material, bélico o documental, que pudiera serle útil al enemigo; el procedimiento elegido fue volar la fortaleza. La hicieron saltar por los aires sin dar tiempo a la evacuación de los últimos soldados, por lo que más de doscientos militares franceses murieron en la explosión, que estremeció a toda la población.
La iglesia de Santa María la Blanca quedó destruida; se perdieron buena parte de las vidrieras de la catedral y se produjeron daños en el antepecho de la torre del crucero; así como en la iglesia de San Esteban. 
Los objetos que se salvaron de la destrucción del templo, pasaron a la actual parroquia de San Pedro de la Fuente; concretamente, una imagen de Santa Bárbara. Con la venerada imagen de Nuestra Señora de la Blanca o Santa María la Blanca anualmente se celebra una romería el último domingo de mayo, llevando la imagen de la Virgen hasta el solar del antiguo emplazamiento de la iglesia frente al castillo.
En el lugar que ocupó la iglesia, el Ayuntamiento de Burgos ha dispuesto una campa o espacio libre, que está rodeado de arbolado.